# Adeline Records
Az Adeline Records egy zenei kiadó, amelyet 1997-ben hoztak létre a kaliforniai Oaklandben. A tulajdonosai Billie Joe Armstrong, a Green Day énekese, felesége, Adrienne Armstrong és Jim Thiebaud profi gördeszkás. Jelenleg Armstrong közeli barátja, Jason White felügyeli a napi működését a kiadónak. Az Adeline Records egy utca (Adeline Street) után lett elnevezve ami keresztül fut a kaliforniai Berkeleyn.

## Az Adeline Recordshoz szerződött együttesek
- The Frustrators
- Green Day
- Link
- The Living End
- Jesse Malin
- The Network
- Pinhead Gunpowder

## Inaktív együttesek
- AFI
- The Crush
- The Affection
- Fetish
- The Influents
- The Thumbs

## Régi együttesek
- Agent 51
- Fleshies
- One Man Army
- The Soviettes

## Adeline Street
Az Adeline Records most punk ruhákat is árul férfiaknak és nőknek egyaránt: ruhákat (szoknyák, felsők, alsóruházat, ruhák, sapkák, pulóverek, kabátok) kiegészítőket és ékszereket. A márkát Adeline Streetnek hívják, és fokozatosan terjeszkedik. Az Adeline Street logója egy koponya és keresztezett csontok közepén szívvel, nőknek rózsaszínben, férfiaknak khakiben.

## Fordítás
- Ez a szócikk részben vagy egészben  az   Adeline Records című angol Wikipédia-szócikk fordításán alapul.  Az eredeti cikk szerkesztőit annak laptörténete sorolja fel. Ez a jelzés csupán a megfogalmazás eredetét és a szerzői jogokat jelzi, nem szolgál a cikkben szereplő információk forrásmegjelöléseként.